# Haunted Cities
Haunted Cities è il secondo album della band Transplants formata dal cantante dei Rancid Tim Armstrong, dal rapper Rob Aston e dal batterista dei blink-182 Travis Barker.
L'album, nonostante il successo iniziale nella prima settimana, quando furono vendute circa 35 000 copie raggiungendo la posizione n. 28 nella classifica di Billboard, è considerato un flop rispetto al precedente, tanto che di fatto causò lo scioglimento della band stessa.
Tra le cause di questo insuccesso, la mancata scelta di un secondo singolo dopo Gangster and Thugs e la mancata programmazione di un tour di supporto.

## Tracce
1. Not Today
2. Apocalypse Now
3. Gangsters and Thugs
4. What I Can't Describe
5. Doomsday
6. Killafornia
7. American Guns
8. Madness
9. Hit the Fence
10. Pay Any Price
11. I Want It All
12. Crash and Burn
13. Red Dawn (bonus track nella versione per il mercato giapponese)

## Componenti
- Tim Armstrong - voce e chitarra
- Rob Aston - voce
- Travis Barker - batteria